# Statens Kurér
|  | Denne artikel er oprettet af botten PalnaBot ud fra en ekstern database. Den kan derfor have sproglige fejl eller mangler. Denne skabelon kan fjernes efter kontrol af indholdet. |

Statens Kurér er en film fra 1915 instrueret af Einar Zangenberg efter manuskript af Aage Larsen.